# Giovanni I. Orsini
Giovanni I. Orsini († 1317) war Herr von Leukas (1295) und ab 1304 bis zu seinem Tode Pfalzgraf von Kefalonia. Er war Sohn Riccardo Orsinis und Vasall des Königreiches von Neapel.

## Nachkommen
Giovanni I. war mit Maria Angelina Komnenos Dukas (Geburts- und Todesdatum unbekannt), Tochter von Nikephoros I. von Epirus, seit 1292 oder 1294 verheiratet. Sie hatten folgende Nachkommen:
- Nikelaos Orsini (1295–1323), Pfalzgraf von Kefalonia (seit 1317), Fürst von Epirus (seit 1318)
- Giovanni II. Orsini (um 1300–1335), Pfalzgraf von Kefalonia (1323–1324), Despot von Epirus (seit 1318/1323)
- Margherita Orsini († zwischen 1331 und 1339), Teilerbin von Zakynthos, heiratete Guglielmo Tocco († 1335) – Mutter von Leonardo I. Tocco  († 1376), Pfalzgraf von Kefalonia seit 1357.